# معتمدية غزالة
معتمدية غزالة إحدى معتمديات الجمهورية التونسية، تابعة لولاية بنزرت.
تم إحداثها سنة 1978 وتعد 27799 ساكـنـا (إحصائيات سنة 2004 محينة سنة 2006).

## العمادات التابعة لمعتمدية غزالة
| غزالة       |
| العرب       |
| الذواودة    |
| حشاد        |
| أولاد الماي |
| سيدي عيسى   |
| ركّب         |
| بوجرير      |
| سيدي منصور  |

### مواضيع ذات علاقة
- ولاية بنزرت.